# IX Giochi asiatici invernali
Gli IX Giochi asiatici invernali si sono svolti a Harbin, in Cina, dal 3 al 14 febbraio 2025.

## Nazione ospitante
Il 28 giugno 2023, il governo di Harbin ha organizzato una conferenza stampa per presentare la candidatura della città per i Giochi asiatici invernali del 2025. Durante l'evento, un funzionario governativo ha annunciato che i preparativi per la candidatura erano praticamente conclusi.
Harbin è stata selezionata come città ospitante per la 42ª Assemblea Generale dell'OCA, tenutasi l'8 luglio 2023 a Bangkok, Thailandia. La città è stata l'unica candidata per ospitare l'evento..

## I giochi

### Emblema e mascotte
L'emblema ufficiale e le mascotte dei Giochi asiatici invernali del 2025 sono stati svelati l'11 gennaio 2024, in concomitanza con la presentazione dello slogan. L'emblema, denominato "Breakthrough", è composto da tre elementi principali: il motivo grafico, il nome abbreviato dei Giochi e il simbolo dell'OCA. Il design dell'emblema integra diversi elementi simbolici: un pattinatore di velocità su pista corta, un lillà (fiore rappresentativo della città di Harbin) e nastri vorticosi, combinati in un'unica composizione armoniosa. Le sfumature di blu e viola evocano la rifrazione della luce solare sul ghiaccio, riflettendo l'estetica e l'emozione degli sport invernali. Il nastro vorticoso simboleggia l'omaggio al passato e l'ambizione per il futuro, sottolineando che solo attraverso l'innovazione continua è possibile raggiungere orizzonti promettenti. La posizione del pattinatore rappresenta la sportività degli atleti provenienti dalle diverse nazioni asiatiche. Il lillà viola rappresenta la cultura di apertura di Harbin, mentre le tonalità di blu e viola richiamano il ghiaccio e la neve, elementi distintivi della "Città del ghiaccio" e della sua passione per gli sport invernali. Il nastro vorticoso aggiunge una nota di allegria visiva all'emblema, esprimendo l'entusiasmo della popolazione di Harbin. Il simbolo dell'OCA, posto nell'angolo in alto a sinistra, riflette la speranza, la vitalità e l'aspirazione delle nazioni asiatiche a perseguire il progresso e la pace, in linea con il motto olimpico "Citius, Altius, Fortius".
Le mascotte ufficiali dei Giochi asiatici invernali del 2025 sono Binbin e Nini, una coppia di tigri siberiane. Binbin simboleggia gli eventi sul ghiaccio, mentre Nini rappresenta quelli sulla neve. I loro nomi riflettono il motto dell'evento, "Benvenuti ad Harbin". Binbin è caratterizzata da un abbigliamento sportivo invernale, con una sciarpa rossa e guanti blu, esprimendo la sua gioia per la danza sul ghiaccio. Nini, invece, è rappresentata mentre fa snowboard, indossando una tradizionale giacca cinese di cotone rosso con un colletto morbido e caldo, decorato con motivi di fiocchi di neve, che conferiscono un aspetto festoso e accogliente alla sua figura.

### Motto
Il motto ufficiale dei Giochi asiatici invernali del 2025, "Sogno d'inverno, amore tra l'Asia", è stato annunciato l'11 gennaio 2024.

### Impianti sportivi
| Impianto                                                     | Sport                                                                        | Spettatori | Ref.   |
| ------------------------------------------------------------ | ---------------------------------------------------------------------------- | ---------- | ------ |
| Harbin Ice Hockey Arena                                      | Hockey                                                                       | 5,304      | [ 8 ]  |
| Harbin International Convention Exhibition and Sports Center | Cerimonie                                                                    | 17,000     |        |
| Harbin Pingfang District Curling Arena                       | Curling                                                                      | 216        | [ 9 ]  |
| Harbin Sport University Student Skating Rink                 | Hockey                                                                       | 2,200      | [ 10 ] |
| Heilongjiang Ice Events Training Centre Multifunctional Hall | Pattinaggio di figura e short track                                          | 2,767      | [ 11 ] |
| Heilongjiang Ice Events Training Centre Speed Skating Rink   | Pattinaggio velocità                                                         | 1,594      | [ 12 ] |
| Yabuli Ski Resort                                            | Sci alpino, biathlon, sci di fondo, sci freestyle, sci alpinismo e snowboard |            | [ 13 ] |

## Nazioni partecipanti
Hanno partecipato ai Giochi invernali 34. Hanno fatto il loro debutto ai Giochi asiatici invernali le delegazioni di Buthan, Cambogia e Arabia Saudita. La delegazione del Bahrain è tornata ai giochi per la prima volta dal 2017 mentre quella del Timor Est, che ha partecipato agli scorsi giochi, non ha preso parte all'edizione cinese
- Afghanistan (3)
- Bahrein (18)[14]
- Bhutan (1)[15]
- Cambogia (4)
- Cina (170)[16] (nazione ospitante)
- Hong Kong (73)[17]
- India (59)[18]
- Indonesia (6)[19]
- Iran (14)[20]

- Giappone (151)[21]
- Giordania (1)[22]
- Kazakistan (138)[23]
- Kuwait (33)[24]
- Kirghizistan (40)[25]
- Libano (17)[26]
- Macao (21)[27]
- Malaysia (8)
- Mongolia (35)[28]

- Nepal (4)[29]
- Corea del Nord (3)[30]
- Pakistan (2)[31]
- Filippine (20)[32]
- Qatar (15)[33]
- Arabia Saudita (8)[34]
- Singapore (23)
- Corea del Sud (149)[35]

- Sri Lanka (4)[36]
- Taipei cinese (67)[37]
- Tagikistan (4)[38]
- Thailandia (85)[39]
- Turkmenistan (25)[40]
- Emirati Arabi Uniti (7)[41]
- Uzbekistan (24)[42]
- Vietnam (1)[43]

## Discipline
Vennero disputate in totale 64 diverse gare per 11 sport o discipline diversi:
- Sci alpino (2) (dettagli)
- Biathlon (4) (dettagli)
- Sci di fondo (6) (dettagli)
- Curling (3) (dettagli)
- Pattinaggio di figura (4) (dettagli)
- Freestyle (11) (dettagli)
- Hockey su ghiaccio (2) (dettagli)
- Short track (9) (dettagli)
- Pattinaggio di velocità (14) (dettagli)
- Sci alpinismo (3) (dettagli)
- Snowboard (6) (dettagli)

## Calendario
| OC | Cerimonia apertura | ● | Competizioni | 1 | Finale | CC | Cerimonia chiusura |

| Evento/Data→            | Evento/Data→            | Febbraio 2025 | Febbraio 2025 | Febbraio 2025 | Febbraio 2025 | Febbraio 2025 | Febbraio 2025 | Febbraio 2025 | Febbraio 2025 | Febbraio 2025 | Febbraio 2025 | Febbraio 2025 | Febbraio 2025 | Eventi |
| Evento/Data→            | Evento/Data→            | 3 Lun         | 4 Mar         | 5 Mer         | 6 Gio         | 7 Ven         | 8 Sab         | 9 Dom         | 10 Lun        | 11 Mar        | 12 Mer        | 13 Gio        | 14 Ven        | Eventi |
| ----------------------- | ----------------------- | ------------- | ------------- | ------------- | ------------- | ------------- | ------------- | ------------- | ------------- | ------------- | ------------- | ------------- | ------------- | ------ |
| Ceremonie               | Ceremonie               |               |               |               |               | OC            |               |               |               |               |               |               | CC            |        |
| Sci alpino              | Sci alpino              |               |               |               |               |               | 1             | 1             |               |               |               |               |               | 2      |
| Biathlon                | Biathlon                |               |               |               |               |               |               |               |               | 2             |               | 2             |               | 4      |
| Sci di fondo            | Sci di fondo            |               |               |               |               |               | 2             | 1             | 1             |               | 2             |               |               | 6      |
| Curling                 | Curling                 |               | ●             | ●             | ●             | ●             | 1             | ●             | ●             | ●             | ●             | ●             | 2             | 3      |
| Pattinaggio di figura   | Pattinaggio di figura   |               |               |               |               |               |               |               |               | ●             | 2             | 2             |               | 4      |
| Sci freestyle           | Sci freestyle           |               |               |               |               |               | 2             | 2             | 1             | 4             |               | 2             |               | 11     |
| Hockey su ghiaccio      | Hockey su ghiaccio      | ●             | ●             | ●             | ●             | ●             | ●             | ●             | ●             | ●             | ●             | ●             | 2             | 2      |
| Short track             | Short track             |               |               |               |               | ●             | 5             | 4             |               |               |               |               |               | 9      |
| Sci alpinismo           | Sci alpinismo           |               |               |               |               |               |               | 2             |               |               | 1             |               |               | 3      |
| Snowboard               | Snowboard               |               |               |               |               |               | 2             |               | 2             |               | ●             | 2             |               | 6      |
| Pattinaggio di velocità | Pattinaggio di velocità |               |               |               |               |               | 4             | 3             | 3             | 4             |               |               |               | 14     |
| Totale                  | Totale                  |               |               |               |               |               | 17            | 13            | 7             | 10            | 5             | 8             | 4             | 64     |
| Totale cumulativo       | Totale cumulativo       |               |               |               |               |               | 17            | 30            | 37            | 47            | 52            | 60            | 64            |        |
| Evento/Datae→           | Evento/Datae→           | 3 Lun         | 4 Mar         | 5 Mer         | 6 Gio         | 7 Ven         | 8 Sab         | 9 Dom         | 10 Lun        | 11 Mar        | 12 Mer        | 13 Gio        | 14 Ven        | Eventi |
| Evento/Datae→           | Evento/Datae→           | Febbraio 2025 |               |               |               |               |               |               |               |               |               |               |               | Eventi |

## Medagliere
| Posiz. | Nazione        | Oro | Argento | Bronzo | Totale |
| ------ | -------------- | --- | ------- | ------ | ------ |
| 1      | Cina           | 32  | 27      | 26     | 85     |
| 2      | Corea del Sud  | 16  | 15      | 14     | 45     |
| 3      | Giappone       | 10  | 12      | 15     | 37     |
| 4      | Kazakistan     | 4   | 9       | 7      | 20     |
| 5      | Filippine      | 1   | 0       | 0      | 1      |
| 5      | Uzbekistan     | 1   | 0       | 0      | 1      |
| 7      | Corea del Nord | 0   | 1       | 0      | 1      |
| 8      | Taipei cinese  | 0   | 0       | 1      | 1      |
| 8      | Thailandia     | 0   | 0       | 1      | 1      |
| Totale | Totale         | 64  | 64      | 64     | 192    |